# Венгрия на зимних Олимпийских играх 1994
Венгрия принимала участие в Зимних Олимпийских играх 1994 года в Лиллехамере (Норвегия) в семнадцатый раз за свою историю, но не завоевала ни одной медали.

## Состав сборной
Сборная страны состояла из 16 спортсменов: 5 мужчин и 11 женщин, которые выступили в соревнованиях по биатлону, фигурному катанию, горнолыжному спорту, конькобежному спорту и бобслею.
Самой младшей участницей сборной была 15-летняя фигуристка Кристина Цако, самой старшей — 28-летняя биатлонистка Анна Божик. Знаменосцем был горнолыжник Аттила Бониш.

## Результаты

### Биатлон
Соревнования проходили с 18 по 26 февраля, их местом стал Лыжный стадион Биркебейнерен.
Мужчины
| Спортсмен   | Дистанция    | Результат | Результат | Результат |
| Спортсмен   | Дистанция    | Время     | Штрафы    | Место     |
| ----------- | ------------ | --------- | --------- | --------- |
| Янош Паньик | 10 км спринт | 31:04,3   | 2         | 33        |
| Янош Паньик | 20 км        | 1:01:41,6 | 4         | 31        |

Женщины

### Бобслей

Схема лиллехаммерской санно-бобслейной трассы

Соревнования мужских двухместных экипажей прошли 19 и 20 февраля на Олимпийской санно-бобслейной трассе Лиллехаммера.
Мужчины
| Спортсмены                    | Соревнование | Результат | Результат | Результат | Результат | Результат | Результат |
| Спортсмены                    | Соревнование | 1 заезд   | 2 заезд   | 3 заезд   | 4 заезд   | Всего     | Место     |
| ----------------------------- | ------------ | --------- | --------- | --------- | --------- | --------- | --------- |
| Николас Франкль Миклош Дьюлаи | Двойки       | 54,14     | 54,27     | 54,16     | 54,49     | 3:37,06   | 28        |

### Горнолыжный спорт
Соревнования по горнолыжному спорту прошли с 13 по 27 февраля.
Мужчины
| Спортсмен    | Соревнование | Результат | Результат | Результат | Результат | Результат  | Результат |
| Спортсмен    | Соревнование | 1 спуск   | 2 спуск   | 3 спуск   | Всего     | Отставание | Место     |
| ------------ | ------------ | --------- | --------- | --------- | --------- | ---------- | --------- |
| Аттила Бониш | Супергигант  |           |           |           | 1:38,83   | 6,30       | 45        |
| Аттила Бониш | Слалом       | 1:10,87   | 1:09,56   |           | 2:20,43   | 18,41      | 22        |
| Аттила Бониш | Комбинация   | 1:43,85   | 56,85     | 54,06     | 3:34,76   | 17,23      | 30        |

### Фигурное катание

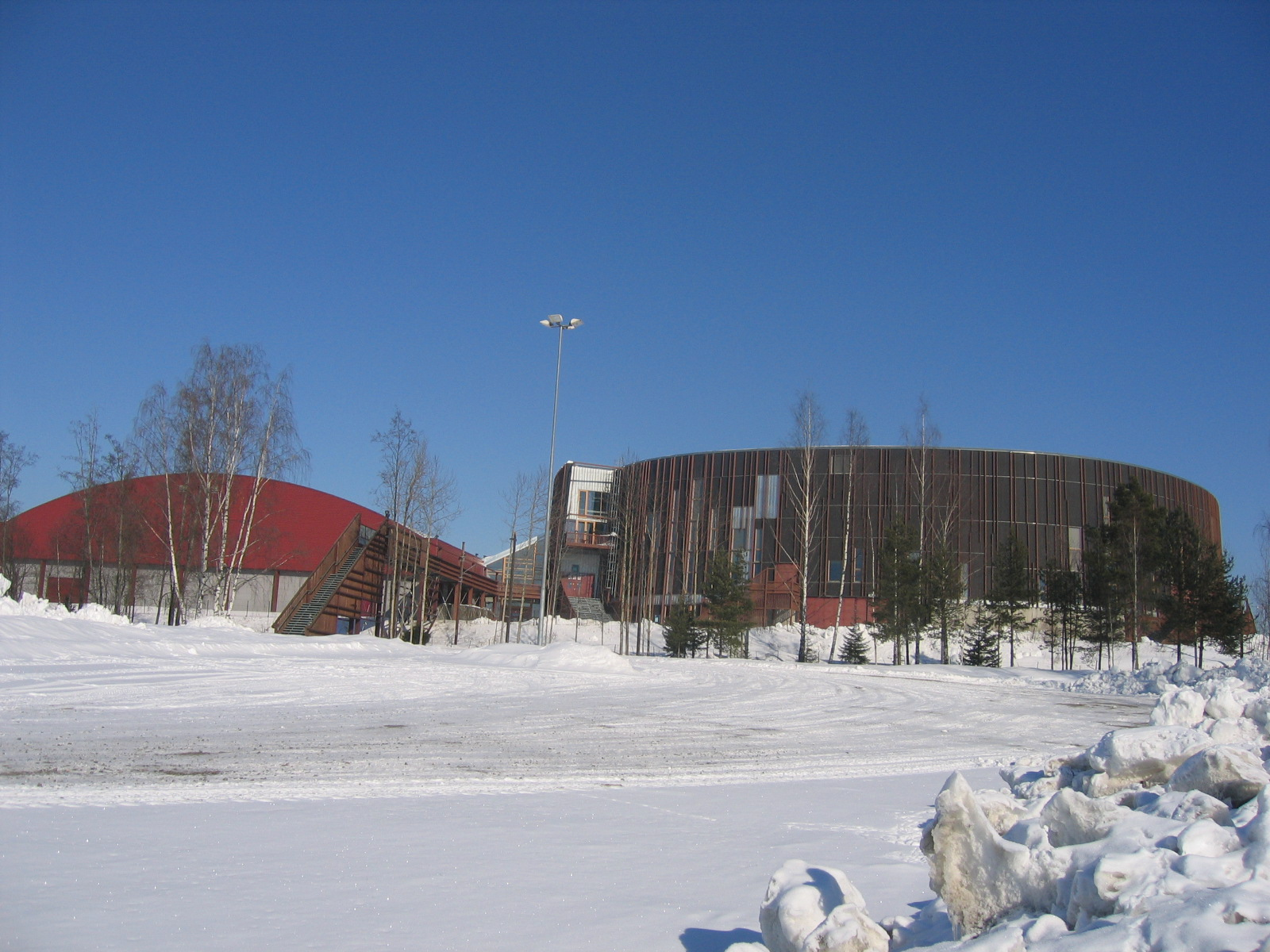
«Нордлюсхаллен» снаружи

Фигуристы соревновались на искусственном льду на катка Дворца спорта «Нордлюсхаллен» (г. Хамар). Выступления оценивались по шестибалльной системе.
Женщины
Соревнования по одиночному фигурному катанию среди женщин прошли 23 и 25 февраля.
| Спортсменка   | Короткая программа | Произвольная программа | Итоговое место |
| ------------- | ------------------ | ---------------------- | -------------- |
| Кристина Цако | 12                 | 11                     | 11             |

Танцы на льду
Соревнования танцевальных пар прошли 18, 20 и 21 февраля.
| Спортсмены              | Обязательный танец 1 | Обязательный танец 2 | Оригинальный танец | Произвольный танец | Итоговое место |
| ----------------------- | -------------------- | -------------------- | ------------------ | ------------------ | -------------- |
| Эникё Беркеш Силард Тот | 20                   | 20                   | 20                 | 20                 | 20             |